# Matsumoto Nanami
Matsumoto Nanami (松本 菜奈実 (Tùng-Bổn Thái-Nại-Thực) 23 tháng 8 năm 1994 –) là một nữ diễn viên khiêu dâm và cựu thần tượng áo tắm người Nhật Bản. Cô thuộc về công ti All Pro.

## Sự nghiệp
Năm 2015, cô ra mắt ngành thần tượng áo tắm với vòng ngực 100 cm. Công ti chủ quản của cô là e2dive entertainment (イーツーダイブ).
Tháng 7/2016, ảnh áo tắm của cô được đăng trong mục "Hồn áo tắm" trên tạp chí "SPA! hàng tuần" (Fusōsha) (bản ngày 2/8/2016). Vào cuối năm cô đã được Miura Jun trao giải thưởng cá nhân (Giải Bức tranh của Renoir) tại Giải Áo tắm Tamashii 2016.
Tháng 3/2017, cô ra mắt ngành phim khiêu dâm từ hãng MUTEKI. Sau khi ra mắt ngành phim khiêu dâm, cô thuộc về công ti Bstar (ビースター).
Tháng 6/2017, cô trở thành nữ diễn viên độc quyền cho S1 NO.1 STYLE.
1/11/2017, cô thông báo trên trang Twitter chính thức rằng cô đã chuyển công ti chủ quản sang Mine's.
Tháng 5/2018, cô đã nhận giải Đặc biệt tại Giải thưởng phim người lớn DMM.R18 2018.
Tháng 1/2019, cô dừng hợp đồng độc quyền với S1, và kể từ đó cô là một nữ diễn viên tự do.
Tháng 11/2019, nhóm "make♡" được thành lập và điều hành bởi công ti chủ quản (thành viên bao gồm cô, Kumano Ayu và Akemi Miu) và họ đã biểu diễn tại Mine's Fest.
Tháng 4/2020, cô nhận giải Gấu đào Nữ diễn viên mới của Giải 10 phim hồng hay nhất. Tháng 12/2020, cô xếp thứ 4 trong hạng mục ngực lớn (thứ 18 trong bảng thường) của bảng "FLASH 2020 BEST100 diễn viên đang hoạt động gợi cảm nhất" được bầu chọn bởi độc giả.
Tháng 6/2021, cô thông báo sẽ ra mắt với tư cách là một vũ công thoát y vào ngày 1/7 tại Asakusa Rockza. Tháng 8/2021, cô xếp thứ 54 trong "Bảng xếp hạng FLASH 2021 diễn viên nữ gợi cảm chọn bởi 300 độc giả".
1/10/2021, cô thông báo trên Twitter rằng cô sẽ chuyển công ti chủ quản sang All Pro và chuyển sang làm đối tác kinh doanh của Mine's.
Tháng 3/2022, phim của cô "Khi chiến trang kết thúc, tôi chọn một cô gái ngực nở xinh đẹp không còn được dùng làm vũ khí với cơ thể và mang về nhà... Dành cho người lớn ・Phiên bản ngoài đời nhanh nhất của tuyệt tác dōjinshi vẽ bởi chuyên gia trong ngành khiêu dâm Yagino Meekichi!" (戦争が終わって用済みになった人間兵器の巨乳美少女を拾って家に持ち帰ってみたら... オトナテイコク・山羊野メェ吉が描く傑作同人を最速実写化!) đã nhận giải Chuyển thể hoạt hình tại Giải thưởng Erodemy 2022 do tạp chí Playboy hàng tuần của Shūeisha tổ chức.
Trong bảng xếp hạng sàn video FANZA hàng tuần ngày 22/5/2023, phim của cô "Đợt giảm giá mùa đông lớn để cảm ơn khán giả của BAZOOKA Màn trình diễn ngực lớn bản giới hạn hay nhất rẻ nhất 2749 phút" (BAZOOKA 冬の大感謝セール コスパ最強ノーカットベスト爆乳限定2749分) (BAZOOKA) đã xếp thứ nhất.

## Đời tư
- Cô sinh ra tại Hiroshima.
- Ngực của cô đã phát triển từ khi cô học trung học,[17] và cô nói rằng đó là do di truyền từ gia đình bên bố cô. Cỡ ngực của cô là Cup H khi tốt nghiệp trung học. Khi học đại học cỡ ngực là Cup I. Khi mặc quần áo, việc ngực bị hở ra mỗi khi nhảy là chuyện thường ngày của cô.[18]
- Sở thích của cô là xem bóng đá.[19] Đội cô ủng hộ là Sanfrecce Hiroshima. Đối với cử tạ, cô cũng thường chỉ xem người khác, tuy nhiên cô cũng có thể nâng tạ đến 25 lượt.[20] Ngoài ra, khi còn học trung học cô là quản lí của câu lạc bộ bóng đá trong ba năm.[21]
- Khi cô quản lí câu lạc bộ, cô đã quan hệ tình dục với các cầu thủ, và ngoài ra cô cũng quan hệ với các cầu thủ chủ chốt của nhiều câu lạc bộ, bao gồm câu lạc bộ bóng rổ, bắn cung và bóng chuyền. Khi cô tầm 20 tuổi, cô đã đi săn tìm đàn ông tại Shibuya Center Gai, và đôi khi quan hệ với tận ba người đàn ông một ngày.[22]
- Cô cũng tham gia các hoạt động hát trực tiếp và nể trọng Amatsuka Moe, người cũng hoạt động trong các ngành này.[23]
- Sự chuyển đổi từ thần tượng áo tắm sang nữ diễn viên khiêu dâm của cô bắt đầu khi cô hỏi ý kiến công ti chủ quản và họ đã gợi ý rằng "còn có cả [ngành] phim khiêu dâm nữa".[24]
- Sau khi ra mắt ngành phim khiêu dâm, cô đã tham gia một khóa học giao tiếp và tham gia hội thảo về diễn xuất để nâng cao trình độ bản thân.[25]
- Tháng 1/2021, cô xếp thứ 2 trong bảng xếp hạng nữ diễn viên khiêu dâm ngực lớn (năm 2021) tổ chức bởi kênh truyền thông khiêu dâm MANGO của GeoTV.[26]
- Tháng 10/2021, cô đã đạt chứng chỉ ghi sổ (bookkeeping) cấp độ 2.[24] Cô mong muốn trở thành một kế toán viên công chúng được cấp phép (CPA).[24]